# House of Mouse - Il Topoclub
House of Mouse - Il Topoclub (House of Mouse) è una serie animata statunitense prodotta da Walt Disney Television Animation. 
La serie è un crossover con tutti i personaggi creati dai Walt Disney Animation Studios, in occasione dei 100 anni dalla nascita di Walt Disney. Fu anche una delle prime serie Disney ad essere prodotte in 16:9 e prende il nome da un soprannome o epiteto comune della Walt Disney Company.

## Distribuzione & messa in onda
Conta in totale 52 episodi suddivisi in tre stagioni, le cui prime due composte da 13 episodi ciascuna e la terza da 26. Venne trasmessa in prima visione dal 2001 al 2003. 
In Italia venne trasmesso su Disney Channel nell'autunno 2001, su Rai Due nel 2003 all'interno di Disney Club (Club Disney dal 2003 al 2005), Random e Cartoon Flakes dove la sua messa in onda è avvenuta nel 2011 e su Toon Disney regolarmente dal 2004 al 2011.

## Trama

Il Topoclub in una scena del settimo episodio della prima stagione.

In questa serie, Topolino e i suoi amici lavorano in un club chiamato House of Mouse (o anche Topoclub), i cui ospiti sono tutti i personaggi buoni e cattivi dei cortometraggi e film Disney allora usciti.
Il locale è situato nel centro di Main Street. Ogni episodio parla di incidenti e imprevisti che accadono nel locale, con la gang che deve trovare una soluzione per evitare di interrompere lo spettacolo e chiudere i battenti. 
- Topolino è il co-gestore del locale e conduttore dello spettacolo. Introduce i cartoni e le performance degli ospiti musicali sul palcoscenico.
- Minni è la manager che si occupa di gestire le spese e di creare la scaletta per lo spettacolo nel club.
- Paperino (l'altro co-gestore del locale) e Paperina sono alla reception: lui si occupa di accogliere gli ospiti, lei gestisce le prenotazioni dei tavoli.
- Pippo è il capo-cameriere, ma combina spesso pasticci. Viene assistito dai pinguini di Mary Poppins.
- Orazio è il tecnico che controlla le luci, i lettori VHS & DVD e i proiettori. Infatti, durante lo spettacolo, vengono proiettati diversi cartoni animati.[2]
- Ciccio è il cuoco del club, anche se spesso si mangia le ordinazioni dei clienti prima di consegnarle ai camerieri.
- Il figlio di Pippo, Max, fa da posteggiatore. Si sente spesso in imbarazzo per le buffonate combinate dal padre. In un episodio, si prende un giorno libero per avere un appuntamento con la sua fidanzata, Roxanne, e chiede alla gang di tenere Pippo lontano per evitare che il padre possa rovinare tutto.
- I nipotini di Paperino Qui, Quo, Qua sono la boy band del locale, che si esibisce sotto vari pseudonimi: "Quackstreet Boys", "Quack Sabbath", "Quackwerk" o "Splashing Pumpkins" (parodie di band popolari dell'epoca).
- Clarabella conduce il format "Chiacchiere da Main Street", in cui racconta notizie gossip sugli abitanti che vengono al locale. Spesso però tende a fare troppo sensazionalismo con i suoi scoop e crea quindi disordine nel locale.
- Pietro Gambadilegno è l'avido e crudele proprietario del terreno sul quale è stato costruito il nightclub. Il contratto firmato con Topolino sancisce che, purché lo spettacolo continui senza brusche interruzioni, il locale può rimanere aperto. Per questo, Pietro cerca quindi di sabotare lo spettacolo, per far chiudere il club e usare il terreno a suo guadagno, fallendo ogni volta.
- Mike è un microfono parlante che introduce Topolino all'inizio di ogni spettacolo. É un personaggio originale appositamente creato per la serie. Alla fine della serata, Mike presenta a volte anche gli sponsor del locale, i quali sono aziende che fanno da parodia ai film Disney, insieme ad una divertente avvertenza. Per es. "Consulente Specchio Magico: mettetelo sul muro e vi dirà tutto di sicuro! (ovviamente solo per gioco)" oppure "La Magia Disney in Bottiglia (non funziona con i cattivi o gli avvocati)".
- Paperon de' Paperoni, anche chiamato Zio Paperone, in un episodio compra il club da Pietro e inizia a tagliare drasticamente i costi. Il gruppo decide quindi di tagliare ulteriormente le spese e creano uno show dalla qualità talmente bassa che il pubblico se ne va indignato. A causa del gigantesco flop, Paperone rivende l'House of Mouse a Pietro.

## Cast di doppiaggio
| Personaggio         | Doppiatore originale | Doppiatore italiano |
| ------------------- | -------------------- | ------------------- |
| Topolino            | Wayne Allwine        | Alessandro Quarta   |
| Minni               | Russi Taylor         | Paola Valentini     |
| Paperino            | Tony Anselmo         | Luca Eliani         |
| Paperina            | Tress MacNeille      | Laura Lenghi        |
| Pippo               | Bill Farmer          | Roberto Pedicini    |
| Pietro Gambadilegno | Jim Cummings         | Massimo Corvo       |
| Topesio             | Maurice LaMarche     | Franco Mannella     |
| Pluto               | Bill Farmer          | Marco De Risi       |
| Orazio              | Bill Farmer          | Luigi Rosa          |
| Clarabella          | April Winchell       | Emanuela Baroni     |
| Max Goof            | Jason Marsden        | Simone Crisari      |
| Qui, Quo e Qua      | Tony Anselmo         | Laura Lenghi        |
| Microfono Mike      | Rod Roddy            | Francesco Prando    |

## Lungometraggi Direct-to-video
Nel 2001, viene pubblicato direttamente in VHS e DVD il lungometraggio Il Bianco Natale di Topolino - è festa in casa Disney. In questo speciale natalizio, Topolino organizza una grande festa al locale dopo che la neve ha bloccato tutti gli ospiti dentro, ma Paperino non sente lo spirito del Natale quindi i suoi amici devono cercare un modo per farlo divertire.
Nel 2002, viene pubblicato un altro film direttamente in home video, Topolino e i cattivi Disney. In questo speciale di Halloween, vari antagonisti (Jafar, Crudelia de Mon, Capitan Uncino, Ade e Ursula) si alleano per conquistare il club e farselo loro, con la scusa di fare uno scherzo a Topolino per Halloween.